# Valongo (gemeente)
Valongo is een stad en gemeente in het Portugese district Porto.
De gemeente heeft een totale oppervlakte van 75,13 km² en telde 97.138 inwoners in 2008.
De stad zelf telt 19.693 inwoners (2008).

## Plaatsen in de gemeente
- Alfena
- Campo
- Ermesinde
- Sobrado
- Valongo

## Geboren
- Martim Fernandes (18 januari 2006), voetballer